# Bohadschia atra
Bohadschia atra е вид морска краставица от семейство Holothuriidae.

## Разпространение
Видът е разпространен в Антигуа и Барбуда, Кения, Коморски острови, Мадагаскар, Малдиви, Сейшели и Танзания.